# 블레어 밴
블레어 캐머런 밴(영어: Blair Cameron Bann, 1988년 2월 26일~)은 캐나다의 배구 선수로 포지션은 리베로이다. 독일 분데스리가의 SWD 파워볼리스 뒤렌에서 대부분의 선수 경력을 보냈으며, 캐나다 대표팀 소속으로 올림픽에 2번 참가했다.